# 24ª edizione della Nongshim Cup
La 24ª edizione della Nongshim Cup è una competizione di Go internazionale la cui fase finale si è disputata tra l'11 ottobre 2022 e il 24 febbraio 2023 tra le squadre di Corea del Sud, Repubblica Popolare Cinese e Giappone: la vittoria è andata alla squadra sudcoreana (7–4), mentre il secondo posto è andato alla squadra cinese (6–5) e il terzo a quella giapponese (1–5).
Il sudcoreano Kang Dong-yun ha ottenuto quattro vittorie consecutive, mentre il cinese Fan Tingyu tre; hanno ricevuto premi speciali di 20 milioni di won e di 10 milioni di won rispettivamente.

## Partecipanti
Alla competizione partecipano tre squadre nazionali, ciascuna composta da cinque goisti professionisti:
 Corea del Sud
Shin Jin-seo 9d , Byun Sang-il 9d , Park Jung-hwan 9d, Kang Dong-yun 9d, Shin Min-jun 9d;
 Cina
Ke Jie 9d, Gu Zihao 9d, Lian Xiao 9d, Tuo Jiaxi 9d, Fan Tingyu 9d;
 Giappone
Iyama Yuta 9d, Ichiriki Ryo 9d, Shibano Toramaru 9d, Kyo Kagen 9d, Yu Zhengqi 8d.

## Svolgimento
La competizione si svolge secondo il formato vinci-e-continua: si affrontano i primi due goisti, il perdente esce dalla competizione, il vincitore continua ad affrontare gli avversari finché non viene sconfitto a sua volta; la squadra che elimina tutti gli avversari vince.
| Data             | Vincitore      | Risultato | Sconfitto        |
| ---------------- | -------------- | --------- | ---------------- |
| 11 ottobre 2022  | Fan Tingyu     | B+R       | Ichiriki Ryo     |
| 12 ottobre 2022  | Fan Tingyu     | B+R       | Shin Min-jun     |
| 13 ottobre 2022  | Fan Tingyu     | N+R       | Kyo Kagen        |
| 14 ottobre 2022  | Kang Dong-yun  | B+R       | Fan Tingyu       |
| 25 novembre 2022 | Kang Dong-yun  | B+R       | Shibano Toramaru |
| 26 novembre 2022 | Kang Dong-yun  | B+R       | Tuo Jiaxi        |
| 27 novembre 2022 | Kang Dong-yun  | N+0,5     | Yu Zhengqi       |
| 28 novembre 2022 | Lian Xiao      | B+R       | Kang Dong-yun    |
| 29 novembre 2022 | Iyama Yuta     | B+R       | Lian Xiao        |
| 20 febbraio 2023 | Park Jung-hwan | N+2,5     | Iyama Yuta       |
| 21 febbraio 2023 | Park Jung-hwan | B+0,5     | Ke Jie           |
| 22 febbraio 2023 | Gu Zihao       | N+R       | Park Jung-hwan   |
| 23 febbraio 2023 | Gu Zihao       | B+R       | Byun Sang-il     |
| 24 febbraio 2023 | Shin Jin-seo   | B+R       | Gu Zihao         |